# Xã Berlin, Quận Wayne, Pennsylvania
Xã Berlin (tiếng Anh: Berlin Township) là một xã thuộc quận Wayne, tiểu bang Pennsylvania, Hoa Kỳ. Năm 2010, dân số của xã này là 2.578 người.